# Barbicornis ephippium
Barbicornis ephippium är en fjärilsart som beskrevs av Otto Thieme 1907. Barbicornis ephippium ingår i släktet Barbicornis och familjen Riodinidae. Inga underarter finns listade i Catalogue of Life.